# أيزو 3166-2:BA
أيزو 31166-2:BA هو الجزء المخصص للبوسنة والهرسك في أيزو 3166-2، وهو جزء من معيار أيزو 3166 الذي نشرته المنظمة الدولية للتوحيد القياسي (أيزو)، والذي يُعرف رموز لأسماء التقسيمات الرئيسية (مثل الأقاليم، الجهات، المقاطعات أو الولايات) من جميع البلدان في ترميز أيزو 3166-1.
حاليا في البوسنة والهرسك، تعرف رموز أيزو 3166-2 لمستويين من التقسيمات الفرعية التالية، أما مقاطعة بركو لديها وضع خاص، وتنتمي رسمياً لكلا الكيانين لكن على نحو فعال بالحكم الذاتي:
- 2 كيانات ومنطقة واحدة ذات وضع خاص.
- 10 كانتونات (اتحاد البوسنة والهرسك، جمهورية صرب البوسنة)

يتكون كل رمز من جزئين مفصولين بواصلة. الجزء الأول هو BA، وهو رمز وأيزو 3166-1 حرفي 2 للبلد. أما الجزء الثاني هو أحد الإجراءين التاليين:
- ثلاثة حروف: الكيانات ومنطقة ذات وضع خاص
- رقمين (01–10): كانتونات

## الرموز الحالية

### الكيانات والمناطق ذات وضع خاص
| الرمز  | اسم التقسيم           | اسم التقسيم (لغة بوسنوية)، (كرواتية) (صربية) | الفئة             |
| ------ | --------------------- | -------------------------------------------- | ----------------- |
| BA-BIH | اتحاد البوسنة والهرسك | Federacija Bosna i Hercegovina               | كيان              |
| BA-SRP | جمهورية صرب البوسنة   | Republika Srpska                             | كيان              |
| BA-BRC | مقاطعة بركو           | Brčko distrikt                               | منطقة ذات وضع خاص |

### كانتونات

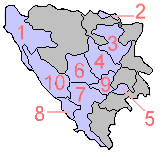
خريطة البوسنة والهرسك مع كل كانتون المسمى مع الجزء الثاني من دورته رمز أيزو 3166-2 (مع أرقام 0 حذف).

| الرمز | اسم التقسيم      | في الكيان             |
| ----- | ---------------- | --------------------- |
| BA-05 | Bosnian Podrinje | اتحاد البوسنة والهرسك |
| BA-07 | هرتسكوفينا نرتفا | اتحاد البوسنة والهرسك |
| BA-10 | كانتون 10        | اتحاد البوسنة والهرسك |
| BA-09 | سراييفو          | اتحاد البوسنة والهرسك |
| BA-02 | بوسافينا         | اتحاد البوسنة والهرسك |
| BA-06 | البوسنة الوسطى   | اتحاد البوسنة والهرسك |
| BA-03 | توزلا            | اتحاد البوسنة والهرسك |
| BA-01 | Una-Sana         | اتحاد البوسنة والهرسك |
| BA-08 | غرب الهرسك       | اتحاد البوسنة والهرسك |
| BA-04 | زينيكا-دوبوي     | اتحاد البوسنة والهرسك |